# Lapazia obscura
Lapazia obscura är en insektsart som beskrevs av Howell och Beshear 1975. Lapazia obscura ingår i släktet Lapazia och familjen pansarsköldlöss. Inga underarter finns listade i Catalogue of Life.